# Bueil
Bueil – miejscowość i gmina we Francji, w regionie Normandia, w departamencie Eure.
Według danych na rok 1990 gminę zamieszkiwało 1331 osób, a gęstość zaludnienia wynosiła 271 osób/km² (wśród 1421 gmin Górnej Normandii Bueil plasuje się na 165. miejscu pod względem liczby ludności, natomiast pod względem powierzchni na miejscu 697.).